# La negra tiene tumbao (álbum)
La negra tiene tumbao es el título del 59.º álbum de estudio grabado por la cantante cubana Celia Cruz, Fue lanzado al mercado bajo el sello discográfico Sony Discos el 30 de octubre de 2001.

## Recepción de la crítica
De acuerdo con Leila Cobo, de la revista Billboard, «La negra tiene tumbao», «con su rap a mitad de sección (interpretado por Mikey Perfecto) se convirtió en el modelo—para este día—para un busto de grabaciones con actos mucho más jóvenes». La canción ha sido considerada como uno de los últimos éxitos de Cruz antes de su muerte en julio de 2003.
La negra tiene tumbao recibió nominaciones para la Grabación del Año, Canción del año y Video musical del año en los Premios Grammy Latinos de 2002. Fue nominado Canción Tropical del Año en los Premios Lo Nuestro de 2003. El álbum ganó el Premio Grammy Latino al Mejor Álbum de Salsa de 2002. También fue nominado para Álbum del Año.
En el video se contó con la participación de la modelo guatemalteca Deborah David.

## Lista de canciones
| La negra tiene tumbao |                            |                                 |          |  |
| N.º                   | Título                     | Escritor(es)                    | Duración |  |
| 1.                    | «La negra tiene tumbao»    | Sergio George · Fernando Osorio | 4:15     |  |
| 2.                    | «Pa' arriba no va»         | Jorge Luis Piloto               | 4:24     |  |
| 3.                    | «Hay que empezar otra vez» | Víctor Daniel                   | 4:40     |  |
| 4.                    | «Tararea Kumbayea»         | Johnny Pacheco                  | 3:51     |  |
| 5.                    | «Corazón de rumba»         | Mario Díaz                      | 4:20     |  |
| 6.                    | «Déjenme vivir»            | Juliana Serra                   | 4:14     |  |
| 7.                    | «Qué culpa tengo yo»       | Sergio George                   | 4:31     |  |
| 8.                    | «Mi mercancía»             | Federico Llado · Rafael Lugo    | 4:38     |  |
| 9.                    | «Taita Bilongo»            | Gradelio Pérez · Alain Pérez    | 4:25     |  |
| 10.                   | «Sin clave no hay son»     | Marisela Verena                 | 4:45     |  |

## Posiciones

### Listas semanales
| Lista (2003)                | Posición más alta |
| --------------------------- | ----------------- |
| Heatseekers Albums          | 38                |
| Latin Albums (Billboard)    | 5                 |
| Tropical Albums (Billboard) | 2                 |

### Listas anuales
| Lista (2002)                | Posición |
| --------------------------- | -------- |
| Tropical Albums (Billboard) | 6        |

| Lista (2003)                | Posición |
| --------------------------- | -------- |
| Tropical Albums (Billboard) | 7        |

## Certificaciones
| País                                                             | Certificación   | Ventas   |
| ---------------------------------------------------------------- | --------------- | -------- |
| Estados Unidos                                                   | Platino (Latin) | 100,000^ |
| ^ cifras de envíos sobre la base de la certificación por sí sola |                 |          |